# Парламентские выборы в Марокко (2016)
Парламентские выборы в Марокко прошли 7 октября 2016 года. Правящая умеренная исламистская Партия справедливости и развития осталась крупнейшей партией, получив 125 из 395 мест в Палате представителей парламента Марокко, увеличив своё представительство по сравнению с предыдущими выборами 2011 года на 18 мест. 10 октября 2016 года руководитель партии Абделила Бенкиран был вновь назначен королём на пост премьер-министра страны.

## Избирательная система
В Палату представителей, нижнюю палату парламента Марокко входят 395 депутатов, избираемых двумя способами: 305 депутатов выбираются в 92 многомандатных округах с 6%-м барьером, а остальные 90 мест заполняются в едином национальном округе с 3%-м барьером. Национальные места закреплены за женщинами (60 мест) и кандидатами моложе 40 лет (30 мест).

## Результаты
Явка на выборах составила 43 %. Умеренная исламистская Партия справедливости и развития одержала победу, получив 125 мест. На втором месте оказалась про-монархистская партия Подлинность и современность со 102 местами. Остальные силы, прежде всего левые и либеральные, потерпели поражение.
| Партия | Голоса     | % | Места                | Места   | Места    | Места | Места |
| Партия | Голоса     | % | Избирательные округа | Женщины | Молодёжь | Всего | +/-   |
| --- | ---------- | - | -------------------- | ------- | -------- | ----- | ----- |
| Партия справедливости и развития |            |   | 98                   | 18      | 9        | 125   | +18   |
| Подлинность и современность |            |   | 81                   | 14      | 7        | 102   | +55   |
| Истикляль |            |   | 35                   | 7       | 4        | 46    | -14   |
| Национальное объединение независимых |            |   | 28                   | 6       | 3        | 37    | -15   |
| Народное движение |            |   | 20                   | 5       | 2        | 27    | -5    |
| Социалистический союз народных сил |            |   | 14                   | 4       | 2        | 20    | -19   |
| Конституционный союз |            |   | 15                   | 3       | 1        | 19    | -4    |
| Партия прогресса и социализма |            |   | 7                    | 3       | 2        | 12    | -6    |
| Демократическое и социальное движение |            |   | 3                    | 0       | 0        | 3     | +1    |
| Федерация демократических левых |            |   | 2                    | 0       | 0        | 2     | новая |
| Зелёная левая партия |            |   | 1                    | 0       | 0        | 1     | 0     |
| Союз и демократия |            |   | 1                    | 0       | 0        | 1     | 0     |
| Недействительных/пустых бюллетеней |            | - | -                    | -       | -        | -     | -     |
| Всего |            |   | 305                  | 60      | 30       | 395   | 0     |
| Зарегистрированных избирателей/Явка | 15 702 592 |   | -                    | -       | -        | -     | -     |
| Источники: Le Matin (Total seats Архивная копия от 11 ноября 2016 на Wayback Machine, Women’s seats Архивная копия от 17 октября 2016 на Wayback Machine) |            |   |                      |         |          |       |       |

## Реакция
Наблюдательный орган Марокко заявил, что голосование было в основном свободным и справедливым. Он сообщил о некоторых случаях подкупа голосов, но указал, что они были редкими и спорадическими. Наблюдатели также выразили обеспокоенность относительно низкой явки (43 %). Критики также утверждали, что королевский истеблишмент использовал своё влияние в пользу промонархической Партии аутентичности и современности.

## Последующие события
После выборов Халид Аднун, пресс-секретарь занявшей второе место Партии аутентичности и современности (PAM), исключил возможность присоединения к коалиционному правительству, вынудив занявшую первое место Партию справедливости и развития сотрудничать с несколькими более мелкими партиями, чтобы обеспечить парламентское большинство. 10 октября Абделила Бенкиран был повторно назначен премьер-министром королём Мухаммедом VI в соответствии с конституционными реформами 2011 года, согласно которым король должен был назначить премьер-министра из партии, получившей наибольшее количество голосов. Однако Бенкиран не смог сформировать правительство.
17 марта 2017 года королём Мухаммедом VI премьер-министром был назначен Саадеддин Отмани. 25 марта 2017 года Османи объявил, что сформирует коалицию, состоящую из Партии справедливости и развития, Национального объединения независимых, Народного движения, Конституционного союза, Партии прогресса и социализма и Социалистического союза народных сил. Состав кабинета был объявлен 5 апреля 2017 года.